# 萑苻之乱
萑苻之乱，前522年（周景王二十三年、鲁昭公二十年、郑简公八年）郑国的盗贼聚集在萑苻之泽（芦苇塘），被子太叔平定。
郑国的子产（公孙侨）有病，对子太叔（游吉）说：“我死后，你必定执政。唯有有德者能以宽大来使百姓服从，其次莫若严厉。火势猛烈，民众看着就怕，所以死于火的人很少。水性懦弱，民众轻视而玩弄，死于水的人很多。所以宽大不易。”子产得病数月去世。子太叔执政，不忍严厉，而奉行宽大政策。郑国很多盗贼聚集在芦苇丛生的湖泽（今河南省中牟县东北）里作乱。太叔后悔没有听子产之言。发动徒兵攻打萑苻之盗，将他们全部杀死，郑国的盗贼稍稍收敛。 孔子评价这件事，认为宽猛相济，政事才能调和。